# Androga
Androga (znanstveno ime Abramis bjoerkna) je sladkovodna riba iz družine pravih krapovcev.

## Opis
Androga povprečno doseže v dolžino med 20 in 35 cm. Ima visoko, bočno močno stisnjeno telo, pokrito s cikloidnimi luskami. Te ne pokrivajo sprednjega dela hrbta in grebena na trebuhu. Na prvi pogled je androga podobna ploščiču, od katerega se loči po precej večjih očeh, krajši prsni plavuti in po manjšem številu plavutnic v predrepni plavuti. V ustih ima androga, za razliko od ploščiča dvoredne goltne zobe. Ima relativno majhno glavo z majhnimi končnimi usti. Osnovna hrana androge je plankton, vodno rastlinje,in razne male vodne žuželke in nevretenčarji.
Po hrbtu je androga rjavkasto modre barve, boke ima modre s srebrnim leskom, trebuh pa ima bele barve. Samice vedno zrastejo večje od samcev. Plavuti so modro sive barve, s starostjo pa postajajo prsni in trebušna plavut čedalje bolj rdečkaste.
Te ribe spolno dozorijo v tretjem letu starosti, drstijo pa se od maja do junija. Takrat v Sloveniji velja lovopust za to ribjo vrsto. Samica odlaga lepljive ikre na vodno rastlinje, kamor jih odloži med 17.000 in 110.000 v roku več dni.

## Razširjenost
Androga je riba počasnega toka rek in stoječih voda. Najraje se zadržuje v vodah, kjer je dno peščeno. Prezimi v globljih vodah, spomladi pa se preseli v plitvine, kjer se hrani. Poseljuje vodotoke severne Evrope, razen skrajnega severa do Pirinejskega polotoka na zahodu, njen življenjski prostor pa se preko osrednje Evrope širi vse do severnega dela Male Azije ter severnih pritokov Črnega morja. Na vzhodu je razširjena vse do Urala. V Sloveniji poseljuje Muro, Dravo, spodnji tok Save, Krke in Kolpe ter spodnje toke njihovih pritokov. Pogosto jo vlagajo tudi v ribnike.

### Ogroženost
Androga je sedaj še pogosta vrsta , ki jo najdemo v vseh večjih rekah donavskega porečja. Menimo, da še ni ogrožena